# Linda Buck
Linda Brown Buck (nascida em 29 de janeiro de 1947) é uma bióloga americana mais conhecida por seu trabalho sobre o sistema olfativo. Ela recebeu o Prêmio Nobel de Fisiologia ou Medicina em 2004, juntamente com Richard Axel, por seu trabalho em receptores olfativos. Atualmente, ela compõe o corpo docente do Centro de Pesquisa do Câncer Fred Hutchinson, em Seattle.

## Vida pessoal
Linda B. Buck nasceu em Seattle, Washington, em 29 de janeiro de 1947. Seu pai era engenheiro elétrico que passava o tempo inventando e construindo itens diferentes, enquanto sua mãe era uma dona de casa que passava a maior parte do tempo livre resolvendo quebra-cabeças de palavras. Buck foi a segunda de três filhas, todas elas meninas. Os pais de Buck as criaram para acreditarem em sua capacidade para fazer o que quisessem com suas vidas, e Linda B. Buck atribui sua afinidade com a ciência ao interesse e dedicação de seus pais que sempre a rodearam. Em 1994, Buck conheceu Roger Brent, também biólogo. Os dois se casaram em 2006.

## Educação
Buck recebeu seu bacharelado em psicologia e microbiologia na Universidade de Washington em 1975 e seu doutorado em imunologia em 1980, sob a direção da professora Ellen Vitetta, no Centro Médico da Universidade do Texas, em Dallas.

## Carreira e pesquisa
Em 1980, Buck iniciou uma pesquisa de pós-doutorado na Universidade de Columbia sob o comando do Dr. Benvenuto Pernis (1980-1982). Em 1982, ela se juntou ao laboratório do Dr. Richard Axel, também em Columbia, no Institute of Cancer Research. Depois de ler o trabalho de pesquisa do grupo de Sol Snyder na Universidade Johns Hopkins, Linda Buck começou a mapear o processo olfativo no nível molecular, traçando a trajetória dos odores através das células do nariz até o cérebro. Buck e Axel trabalharam com genes de ratos em suas pesquisas e identificaram uma família de genes que codificam mais de 1000 receptores de odor e publicaram essas descobertas em 1991. Mais tarde naquele ano, Buck tornou-se professora assistente no Departamento de Neurobiologia da Harvard Medical School, onde estabeleceu seu próprio laboratório. Depois de descobrir como os odores são detectados pelo nariz, Buck publicou suas descobertas em 1993 sobre como as entradas de diferentes receptores de odor são organizadas no nariz. Essencialmente, seu principal interesse de pesquisa é como os feromônios e os odores são detectados no nariz e interpretados no cérebro. Ela é Membro Titular da Divisão de Ciências Básicas do Centro de Pesquisa do Câncer Fred Hutchinson e professora afiliada de Fisiologia e Biofísica na Universidade de Washington, em Seattle.

## Prêmio Nobel em Psicologia ou Medicina (2004)
Em seu famoso artigo publicado em 1991 com Richard Axel, Linda Buck descobriu centenas de códigos genéticos para os sensores odoríferos localizados nos neurônios olfativos do nariz.  Cada receptor é uma proteína que muda quando um odor se liga ao receptor, fazendo com que um sinal elétrico seja enviado ao cérebro. Diferenças entre sensores odoríferos significam que certos odores fazem com que um sinal seja liberado de um certo receptor.  Somos então capazes de interpretar sinais variados de nossos receptores como aromas específicos. Buck e Axel clonaram receptores olfativos, mostrando que eles pertencem à família de receptores acoplados à proteína G. Ao analisar o DNA de ratos, eles estimaram que havia aproximadamente mil genes diferentes para receptores olfativos no genoma dos mamíferos. Esta pesquisa abriu as portas para a análise genética e molecular dos mecanismos do olfato. Em seu trabalho posterior, Buck e Axel mostraram que cada neurônio do receptor olfativo manifesta notavelmente apenas um tipo de proteína receptora olfativa e que a entrada de todos os neurônios que expressam o mesmo receptor é coletada por um único glomérulo dedicado do bulbo olfatório.

## Prêmios e honrarias
Buck recebeu o Prêmio Takasago de Pesquisa em Olfaction (1992), Prêmio Unilever de Ciência (1996), Prêmio RH Wright em Olfactory Research (1996), Prêmio Lewis S. Rosenstiel de Distinção em Pesquisa Médica Básica (1996), Perl / UNC Prêmio de Neurociência (2002) e Prêmio Internacional da Fundação Gairdner (2003).  Buck foi introduzida na Academia Nacional de Ciências em 2003 e nos Institutos de Medicina em 2006. Buck é membro da Associação Americana para o Avanço da Ciência e da Academia Americana de Artes e Ciências desde 2008. Ela também faz parte do Comitê de Seleção de Ciências da Vida e Medicina, que escolhe os vencedores do Prêmio Shaw. Em 2015, Buck foi premiada com um doutorado honorário pela Universidade Harvard e eleita membro estrangeiro da Royal Society (ForMemRS).